# Приморський (Темрюцький район)
Приморський (рос. Приморский) — селище в Темрюцькому районі Краснодарського краю. Входить до складу Сєнського сільського поселення.
| Росія | Це незавершена стаття з географії Росії. Ви можете допомогти проєкту, виправивши або дописавши її. |